# ييفيرا (لاكونيا)
ييفيرا (Γέφυρα) هي مدينة في لاكونيا في مقاطعة كينتريكي إلادا في اليونان. يبلغ عدد سكانها حوالي 1505 نسمة.